# Hansenius leleupi
Hansenius leleupi är en spindeldjursart som beskrevs av Beier 1959. Hansenius leleupi ingår i släktet Hansenius och familjen tvåögonklokrypare. Inga underarter finns listade i Catalogue of Life.